# Laurel (Nebraska)
Laurel és una població dels Estats Units a l'estat de Nebraska. Segons el cens del 2000 tenia 986 habitants.

## Demografia
Segons el cens del 2000, Laurel tenia 986 habitants, 414 habitatges, i 264 famílies. La densitat de població era de 413,8 habitants per km².
Dels 414 habitatges en un 26,3% hi vivien nens de menys de 18 anys, en un 56,3% hi vivien parelles casades, en un 6,3% dones solteres, i en un 36% no eren unitats familiars. En el 32,9% dels habitatges hi vivien persones soles el 22,9% de les quals corresponia a persones de 65 anys o més que vivien soles. El nombre mitjà de persones vivint en cada habitatge era de 2,28 i el nombre mitjà de persones que vivien en cada família era de 2,91.
Per edats la població es repartia de la següent manera: un 23,3% tenia menys de 18 anys, un 6,3% entre 18 i 24, un 20,4% entre 25 i 44, un 19,8% de 45 a 60 i un 30,2% 65 anys o més.
L'edat mediana era de 45 anys. Per cada 100 dones de 18 o més anys hi havia 79,1 homes.
La renda mediana per habitatge era de 29.722 $ i la renda mediana per família de 35.662 $. Els homes tenien una renda mediana de 26.731 $ mentre que les dones 20.833 $. La renda per capita de la població era de 16.500 $. Aproximadament el 6% de les famílies i el 8,4% de la població estaven per davall del llindar de pobresa.

## Poblacions més properes
El següent diagrama mostra les poblacions més properes.